# Generador elèctric

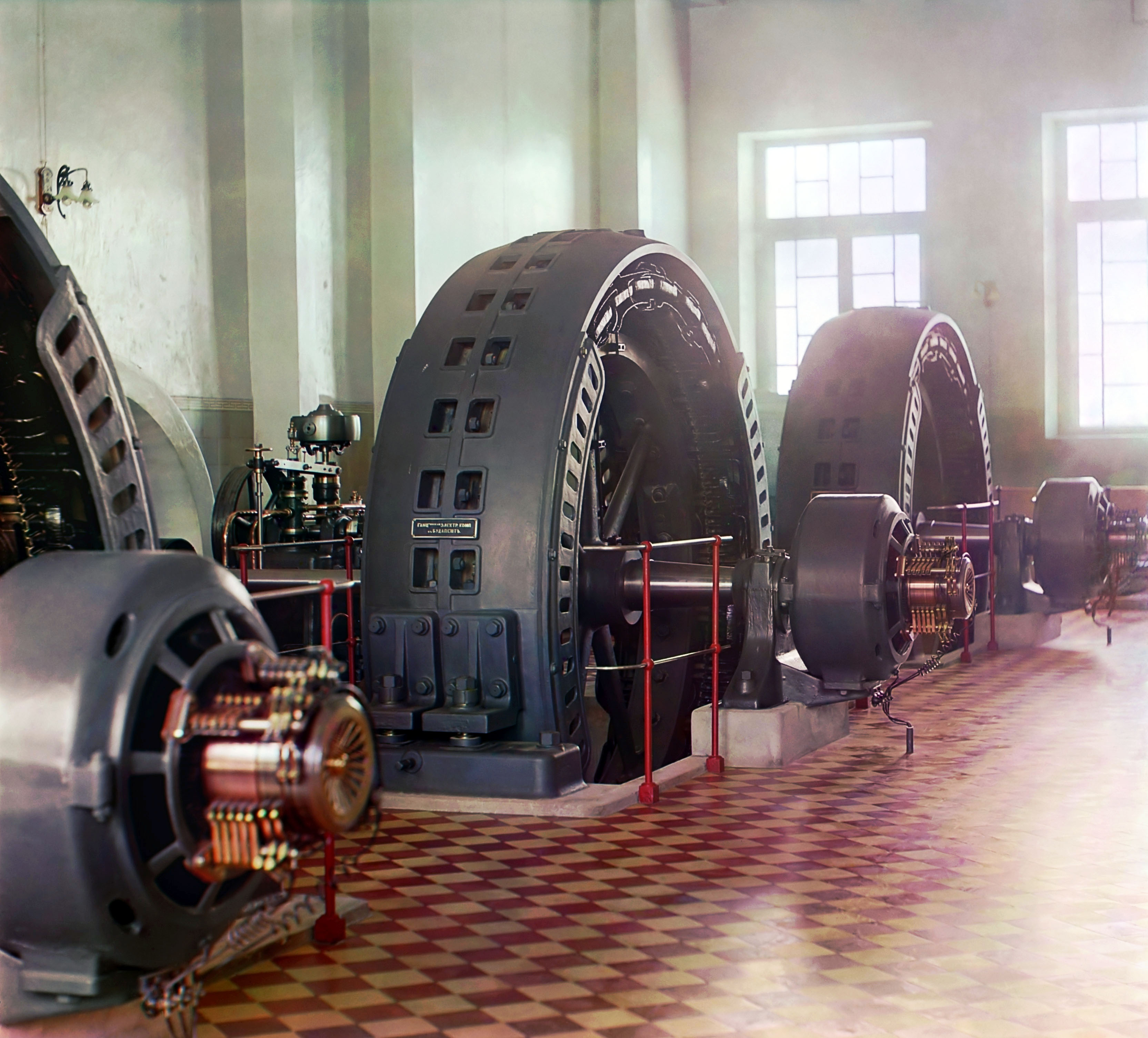
Generadors elèctrics d'una central hidroelèctrica antiga.

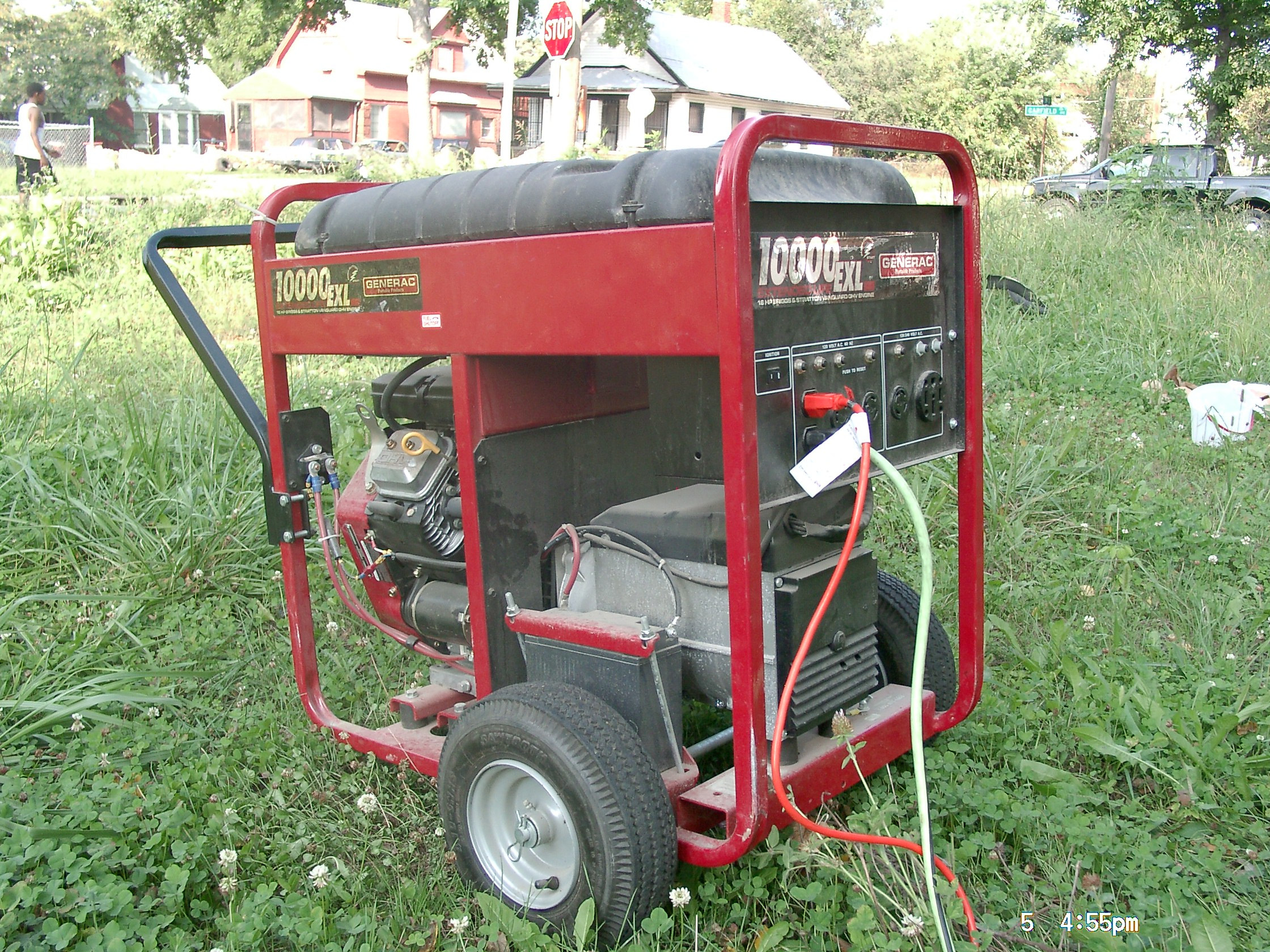
Generador elèctric de gasolina.

Un generador elèctric és un giny capaç de transformar algun tipus d'energia, que pot ser química, mecànica o lluminosa, en electricitat. Un generador elèctric és tot aquell dispositiu capaç de mantenir una diferència de potencial elèctric (voltatge) entre dos punts, anomenats pols o borns. Els generadors elèctrics són màquines elèctriques destinades a transformar l'energia mecànica en elèctrica. Aquesta transformació s'aconsegueix per l'acció d'un camp magnètic sobre els conductors elèctrics disposats en bobines sobre una armadura. Si mecànicament es produeix un moviment relatiu entre els conductors i el camp, es genera una força electromotriu, tal com va descobrir el físic Michael Faraday.

## Història

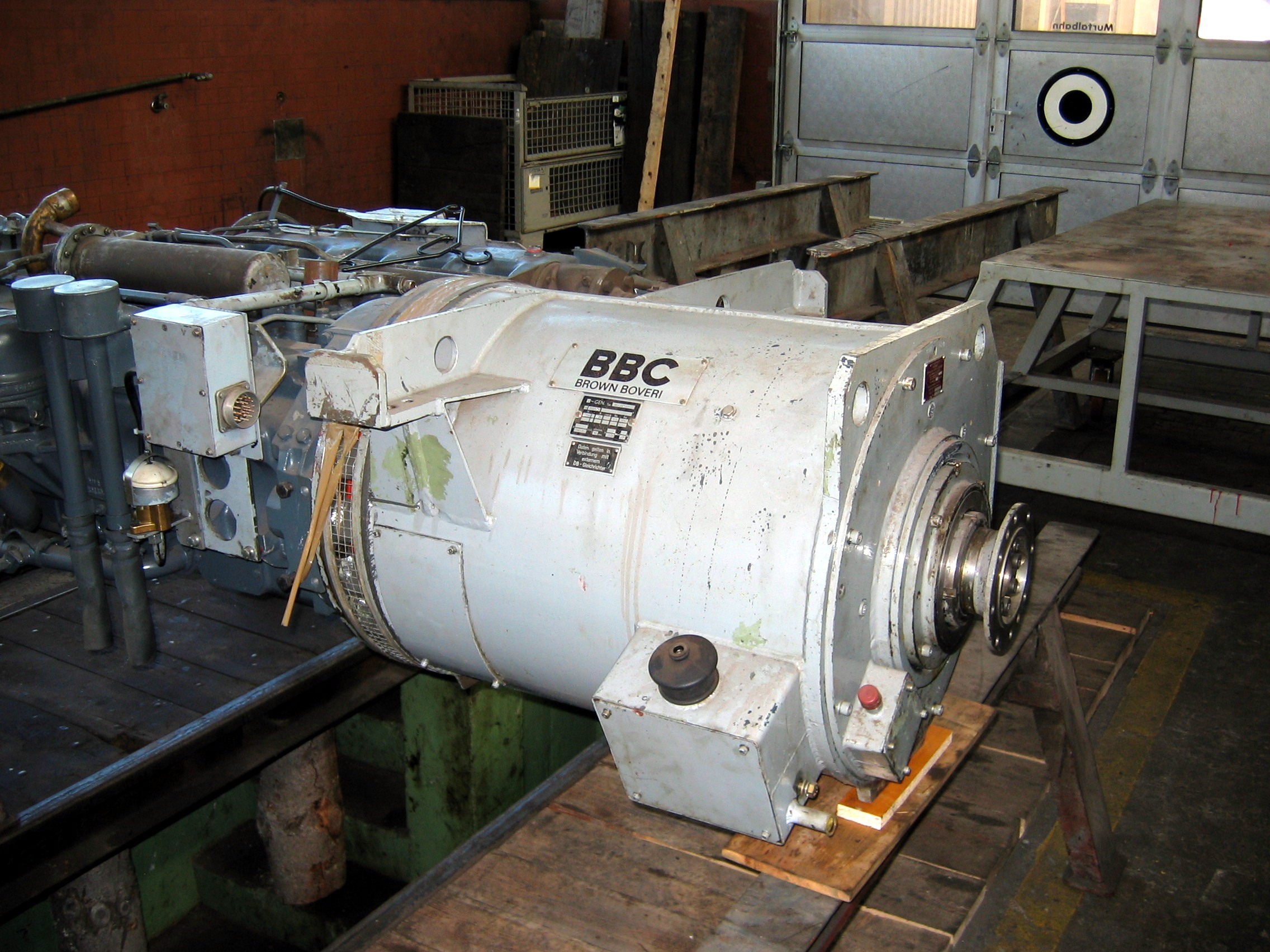
Generador síncron trifàsic acoblat a un motor dièsel

Primerament només hi havia sistemes de bateries per abastir el consum d'electricitat, fins que l'any 1831 el físic Michael Faraday, va publicar els seus treballs sobre la inducció electromagnètica, que posteriorment va acabar el físic Franz Ernst Neumann el 1841. Basat en aquest principi, l'enginyer való Zénobe Gramme (1826-1901) va desenvolupar el 1868 el primer dinamo a corrent continu, conegut com la màquina de Gramme. Però el corrent continu no podia ser distribuït a grans distàncies, i amb la invenció de l'alternador, i el transformador, això va ser possible. Tot i que el principi de la generació fotovoltaica ja és conegut des del 1839, va trigar fins al 1953 per obtenir les primeres aplicacions industrials i fins a la fi del segle XX per les aplicacions a gran capacitat assequibles.

## Tipus de generadors

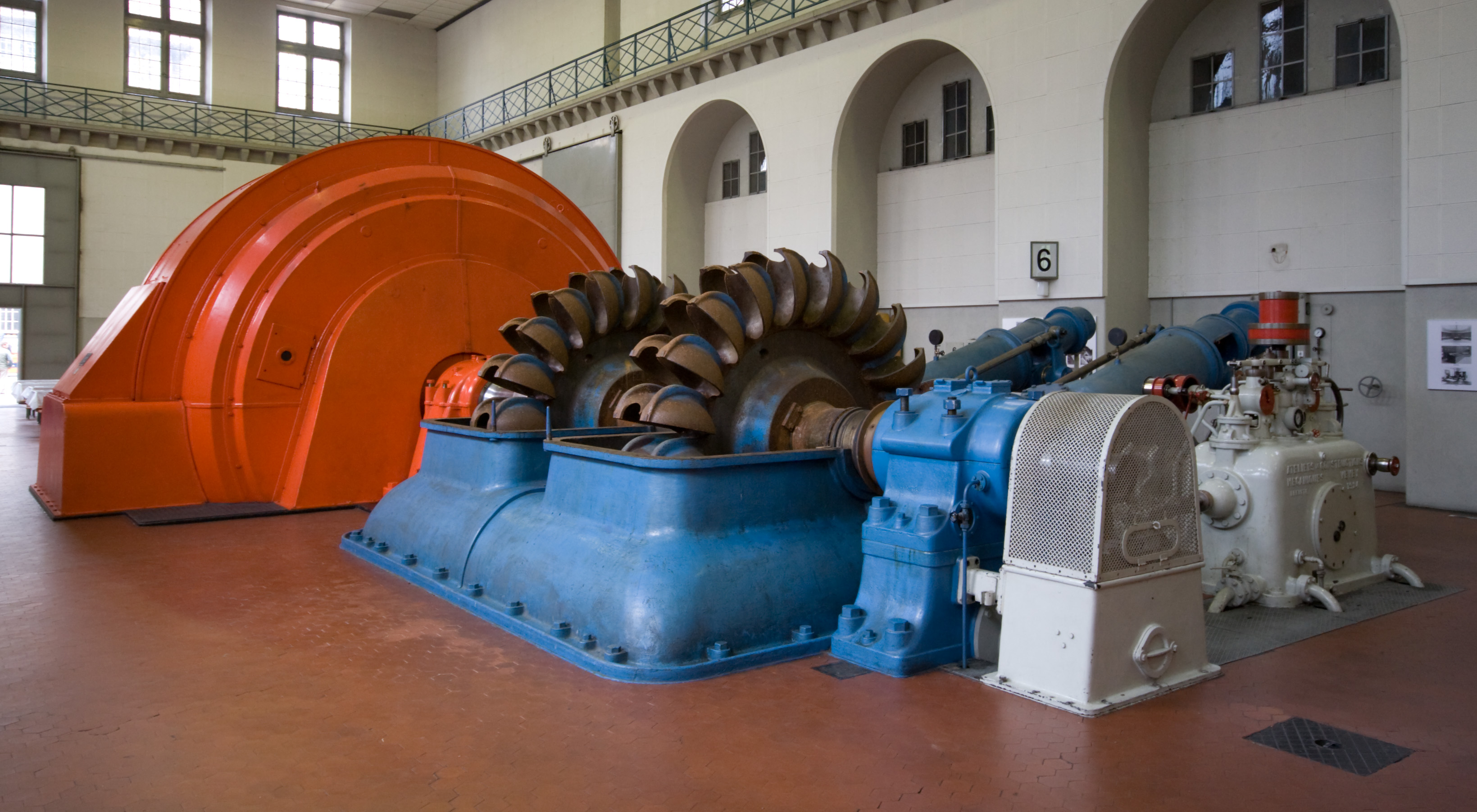
Generador mogut per dues rodes Pelton en primer pla

Hi ha tres mètodes de generació d'electricitat: químics, mecànics i per semiconductors. Primer hi ha les piles, bateries i piles de combustible que converteixen en electricitat l'energia lliberada per certes reaccions químiques.

El principi de la inducció electromagnètica s'utilitza en dinamos i alternadors. La força mecànica pot provenir de diferents fonts. Les més utilitzades són les turbines a vapor (que utilitzen gas renovable, combustibles fòssils o nuclears com a font d'energia primària), motors de combustió interna, instal·lacions hidroelèctriques o aerogeneradors.

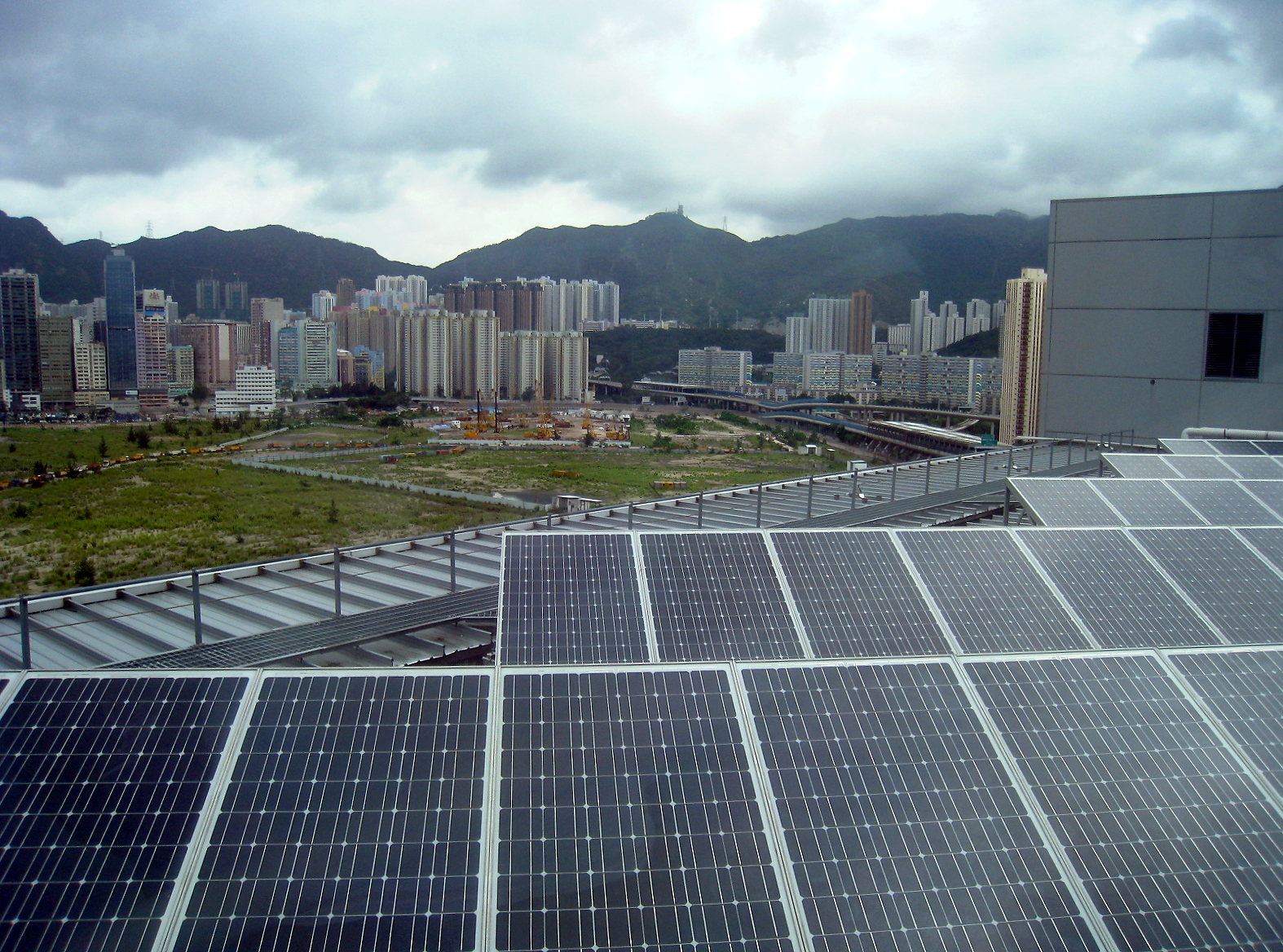
Instal·lació fotovoltaica

Les plaques fotovoltaiques generen electricitat a partir de la llum en utilitzar semiconductors.

## Altres sistemes de generació de corrents elèctrics
No només és possible obtenir un corrent elèctric a partir d'energia mecànica de rotació sinó que és possible fer-ho amb qualsevol altre tipus d'energia com a punt de partida. Des d'aquest punt de vista més ampli, els generadors es classifiquen en dos tipus fonamentals:
- Primaris : Converteixen en energia elèctrica l'energia d'una altra naturalesa que reben o de què disposen inicialment, com alternadors, dinamos, etc.
- Secundaris : Lliuren una part de l'energia elèctrica que han rebut prèviament, és a dir, en primer lloc reben energia d'un corrent elèctric i l'emmagatzemen en forma d'alguna classe d'energia. Posteriorment, transformen novament l'energia emmagatzemada en energia elèctrica. Un exemple són les piles o bateries recarregables.

S'agruparan els dispositius concrets conforme al procés físic que els serveix de fonament.

### Generadors primaris

Generador elèctric d'una fase que genera un corrent elèctric altern (canvia periòdicament de sentit), fent girar un imant permanent prop d'una bobina.

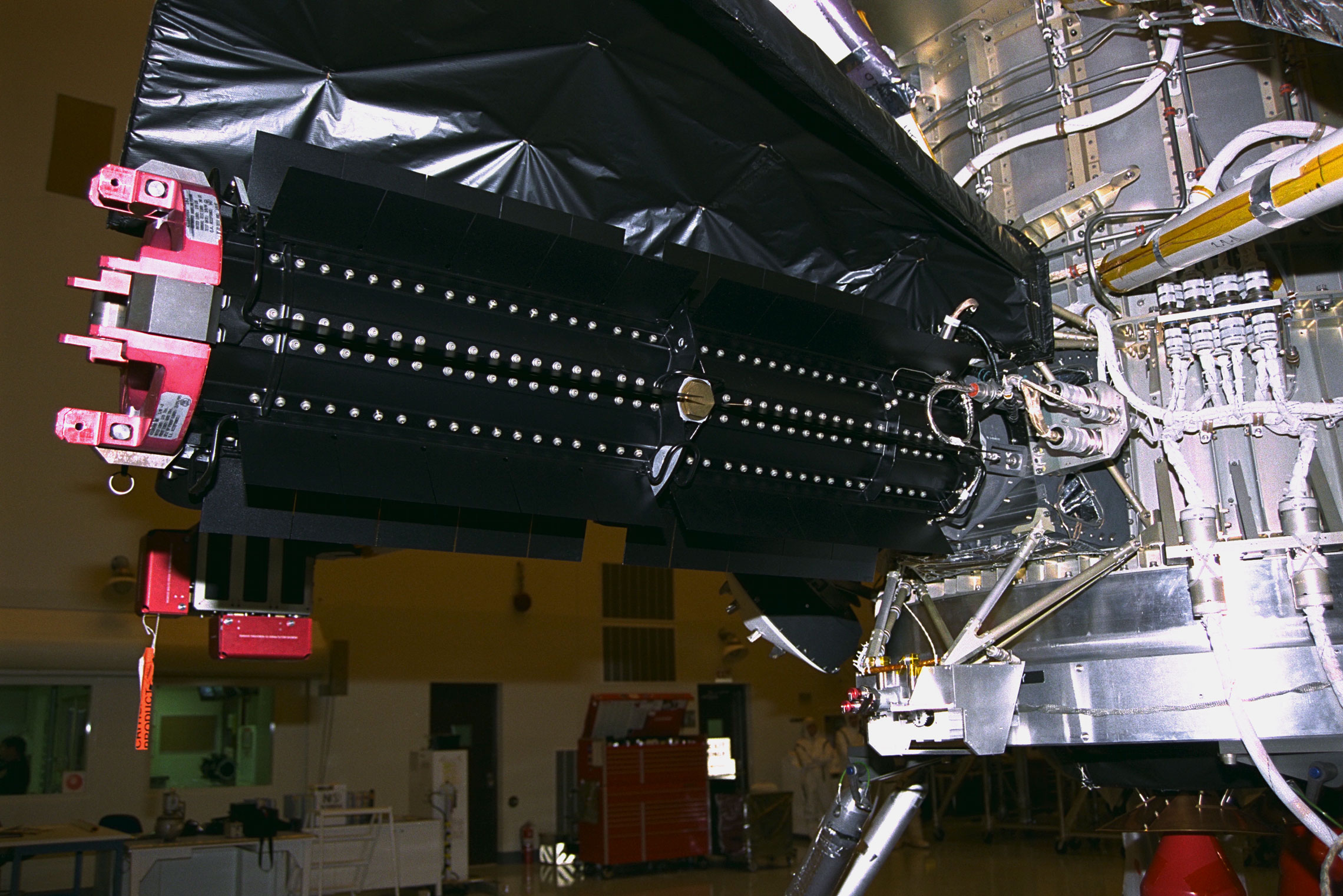
Generador termoelèctric de radioisòtops de la sonda espacial Cassini.

S'indiquen de manera esquemàtica l'energia de partida i el procés físic de conversió. S'ha considerat en tots els casos conversions directes d'energia. Per exemple, l'hidrogen posseeix energia química i pot ser convertida directament en un corrent elèctric en una pila de combustible. No seria pas el cas de la combustió amb oxigen per alliberar energia tèrmica, que podria expansionar un gas obtenint així energia mecànica que faria girar un alternador per a, per inducció magnètica, obtenir finalment el corrent elèctric desitjat.
| Energia de partida                                      | Procés físic que converteix aquesta energia en energia elèctrica                                                                                           |
| ------------------------------------------------------- | --- |
| Energia magneto-mecànica                                | Són els més freqüents i van ser tractats com a generadors elèctrics genèrics. - Corrent continu: Dinamo - Corrent altern: Alternador                       |
| Energia química (sense intervenció de camps magnètics)  | Cel·les electroquímiques i els seus derivats: piles elèctriques, bateries, piles de combustible. Veure les seves diferències en generadors electroquímics. |
| Radiació electromagnètica                               | fotoelectricidad, com en el panell fotovoltaic |
| Energia mecànica (sense intervenció de camps magnètics) | - Triboelectricitat - Cossos fregats - Màquines electroestàtiques, com el generador de Van de Graaff - Piezoelectricitat                                   |
| Energia tèrmica (sense intervenció de camps magnètics)  | Termoelectricitat (efecte Seebeck) |
| Energia nuclear (sense intervenció de camps magnètics)  | Generador termoelèctric de radioisòtops |

En la majoria dels casos, el rendiment de la transformació és tan baix que és preferible fer-ho en diverses etapes. Per exemple, convertir l'energia nuclear en energia tèrmica, posteriorment en energia mecànica d'un gas a gran pressió que fa girar una turbina a gran velocitat, per finalment, per inducció electromagnètica obtenir un corrent altern en un alternador, el generador elèctric més important des del punt de vista pràctic com a font d'electricitat per a gairebé tots els usos actuals.

## Generadors ideals
Des del punt de vista teòric (teoria de circuits) es distingeixen dos tipus de generadors ideals:
- Generador de voltatge o tensió : un generador de voltatge ideal manté un voltatge fix entre els seus terminals amb independència de la resistència de la càrrega Rc que pugui estar connectada entre ells.

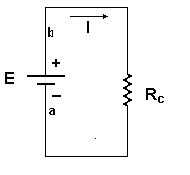
Figura 1 : Generador de tensió ideal; E = I × Rc

- Generador de corrent o intensitat : un generador de corrent ideal manté un corrent constant pel circuit extern amb independència de la resistència de la càrrega que pugui estar connectada entre ells.

A la (Figura 1) es veu el circuit més simple possible, constituït per un generador de tensió constant E connectat a una càrrega Rc i on es compliria l'equació:
```
E = I × Rc 
```

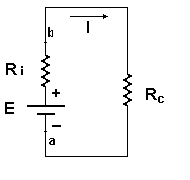
Figura 2 : E = I × (Rc+Ri)

El generador descrit no té existència real en la pràctica, ja que sempre posseeix el que, convencionalment, s'ha anomenat resistència interna, que encara que no és realment una resistència, en la majoria dels casos es comporta com a tal.
A la figura 2 hi ha el mateix circuit anterior, però on la resistència interna del generador ve representada per una resistència Ri, en sèrie amb el generador, de manera que l'equació anterior es transforma en:
```
E = I × (Rc+Ri) 
```

Així, un generador real pot considerar en molts casos com un generador ideal de tensió amb una resistència interna en sèrie, o bé com un generador ideal d'intensitat en paral·lel amb una resistència.

## Força electromotriu d'un generador
Una característica de cada generador és la seva força electromotriu (FEM), simbolitzada per la lletra grega epsilon (ε), i definida com el treball que el generador realitza per passar la unitat de càrrega positiva del pol negatiu al positiu per l'interior del generador.
La F.E.M. (Ε) es mesura en volt si en el cas del circuit de la Figura 2, seria igual a la tensió E, mentre que la diferència de potencial entre els punts a i b, V  ab , és dependent de la càrrega Rc.
La FEM (Ε) i la diferència de potencial coincideixen en valor en absència de càrrega, ja que en aquest cas, en ser I = 0 no hi ha caiguda de tensió en Ri i, per tant, V  ab  = E.